# Бурачук Іван Михайлович
Іван Михайлович Бурачук (28 березня 1950, село Давидівка, тепер Чернівецького району Чернівецької області) — радянський діяч, інженер, соціолог Красноїльського деревообробного комбінату Сторожинецького району Чернівецької області. Член Центральної контрольної комісії КПРС у 1990—1991 роках.

## Життєпис
У 1966 році закінчив міське професійно-технічне училище № 1 міста Чернівців.
У 1968—1969 роках — робітник залізничного депо станції Чернівці; слюсар Красноїльського деревообробного комбінату Сторожинецького району Чернівецької області.
З 1969 по 1972 рік служив на Військово-морському флоті СРСР.
У 1972—1973 роках — слюсар-сантехнік будівельного управління міста Чернівців.
У 1973—1976 роках — слюсар Красноїльського деревообробного комбінату Сторожинецького району Чернівецької області.
Член КПРС з 1975 року.
У 1976—1978 роках — вчитель праці Межиріцької допоміжної школи-інтернату Сторожинецького району Чернівецької області.
У 1978—1988 роках — інженер, старший інженер Красноїльського деревообробного комбінату Сторожинецького району Чернівецької області.
У 1979 році закінчив Львівський технікум механічної обробки деревини.
У 1987 році закінчив Чернівецький державний університет.
У 1988—1991 роках — соціолог та секретар первинної партійної організації Красноїльського деревообробного комбінату Сторожинецького району Чернівецької області.
З 1990-х років — головний інженер Красноїльського деревообробного комбінату; директор Товариство з обмеженою відповідальністю «Сторожинецький автоцентр» Чернівецької області. Член Партії регіонів.
Подальша доля невідома.